# Bundesstraße 28a
Die Bundesstraße 28a (Abkürzung: B 28a) war die vorübergehende Bezeichnung der Neubaustrecke der Bundesstraße 28 von Dornstetten über Horb am Neckar, die Bundesautobahn 81 und Rottenburg am Neckar bis nach Tübingen. Die eigentliche B 28 verlief weiterhin von Dornstetten über Altensteig, Nagold und Herrenberg Richtung Tübingen. Im Januar 2018 ist der Verlauf der B 28 auf den der ehemaligen B 28a verlegt worden.

## Geschichte
Der erste Abschnitt der B 28a entstand in den 1970er-Jahren rund um die Anschlussstelle Rottenburg am Neckar der A 81 und verlief von der Querung der Gäubahn bei Ergenzingen bis zur heutigen Einmündung der L 361 bei Seebronn. Dieser Abschnitt war als 1. Richtungsfahrbahn der damals noch geplanten Bundesautobahn 84 angelegt und verfügt über entsprechend großzügige Trassierungsparameter. Nach Aufgabe der Planungen zur A 84 im Jahr 1980 entstand die Bezeichnung B 28a für verbleibende Abschnitte. Von diesen wurden viele im weiteren Planungsverlauf angepasst und mit den weniger anspruchsvollen Trassierungsparameter einer Bundesstraße geplant.
Die Ortsumfahrung Ergenzingens wurde von 2004 bis 2007 gebaut. Die Verkehrsfreigabe erfolgte am 7. März 2007. Der Spatenstich des östlichsten Abschnitts zwischen dem Tübinger Hauptbahnhof und Weilheim erfolgte am 3. November 2006, die eigentlichen Bauarbeiten starteten Mitte Februar 2007. Der 1,6 Kilometer lange und 4,4 Millionen Euro teure vierspurige Abschnitt wurde im Oktober 2007 fertiggestellt. Am westlichen Ende, von Dornstetten über Schopfloch nach Horb am Neckar (Stadtteil Grünmettstetten), begannen die Bauarbeiten im 2007 und wurden mit der Verkehrsfreigabe am 20. November 2012 beendet.
Im Juli 2015 erfolgte die Baufreigabe des Lückenschlusses zwischen Rottenburg und Tübingen durch den Bund. Dieser verläuft vom damaligen provisorischen Ende des Ausbauabschnitts bei Tübingen-Weilheim parallel zur bestehenden Bahnstrecke Plochingen–Immendingen und schließt südöstlich von Rottenburg an die bestehende L 361 an. Auf Höhe von Tübingen-Bühl entstand eine ampelgeregelte Verknüpfung mit dem niederrangigeren Straßennetz. Nach Abschluss dieser Baumaßnahmen sollte die L 361 zwischen dem bereits bestehenden Abschnitt der B 28a bei Seebronn bis zur Verknüpfung mit dem neu gebauten Abschnitt auch zur B 28 hochgestuft werden, so dass diese zwischen Tübingen und der A 81 lückenlos verläuft. Der Spatenstich für diese Bauarbeiten fand am 4. April 2016 statt, der Baubeginn einige Tage später. Der erste Abschnitt der neu gebauten Strecke zwischen Weilheim und Bühl wurde 2018 für den Verkehr freigegeben. Der zweite Bauabschnitt zwischen Bühl und Rottenburg wurde am 31. März 2022 feierlich eröffnet.
Ein weiteres Teilstück, die südliche Umfahrung Eutingens, befindet sich in der Planungsphase. Da die B 14 zwischen Rottweil und Herrenberg allerdings 2017 aufgrund mangelnder Fernverkehrsrelevanz abgestuft wurde, hat der Bund im gleichen Zuge den Abschnitt zwischen Horb am Neckar und Eutingen am Gäu der B 28a zugeschlagen.
Im Januar 2018 wurde die ursprüngliche B 28 zwischen Dornstetten und Herrenberg zur Landesstraße abgestuft und zwischen Herrenberg und Tübingen zur B 296 umgestuft. Seitdem verläuft die B 28 über die ehemalige B 28a.